# BvS 10
BvS 10 — двухзвенный гусеничный бронированный вездеход, произведенный BAE Systems Land Systems Hägglunds в Швеции. Это транспортное средство, которое британские войска называли «Вездеход (защищенный) — ATV (P)» или «Викинг», изначально разрабатывалось как сотрудничество между промышленностью — Hägglunds Vehicle AB — и Министерством обороны Великобритании (МО) от имени Королевские морские пехотинцы.
BvS 10 аналогичен, но отличается от Bv 206 или Bv 206S. Это гораздо более крупный и полностью амфибийный бронированный автомобиль, основанный на характерной шарнирно-сочлененной системе рулевого управления с двойной кабиной, типичной для вездеходов Hägglunds. Основными отличиями от более старых моделей Bv206 являются более мощный 5,9-литровый дизельный двигатель Cummins, улучшенный дорожный просвет и недавно разработанные шасси, трансмиссия и рулевое управление, которые значительно повышают скорость автомобиля (с прежних 51,5 км / ч на дороге) и комфорт на дороге и на местности, а также с большей грузоподъемностью (до 5 тонн) и возможностью добавления различных модульных подсистем, таких как дополнительная броня, крепления для оружия, устройство смены груза и грузовые платформы.

## История

### Королевская морская пехота
Первоначально разработанная для британской Королевской морской пехоты и названная Viking, машина прошла широкие испытания и программу разработки в 2001-2004 годах под руководством майора Джеза Гермера, прежде чем Королевская морская пехота приняла на вооружение 108 машин, поставка которых началась в 2004 году. Компания Armored Support Company впервые взяла машину в боевые действия в Афганистане в сентябре 2006 года, до того как в декабре 2007 года была сформирована Группа бронетанковой поддержки Королевской морской пехоты.

#### Варианты Великобритании
Великобритания использует четыре варианта транспортного средства: Вариант для перевозки десантников (TCV), способный перевозить 2 членов экипажа и 10 пассажиров; командный вариант (CV), перевозящий 2 члена экипажа плюс до 8 пассажиров с задней кабиной, сконструированной как расширенная цифровая коммуникационная платформа, вариант для ремонта и восстановления (RRV), который перевозит 4 специалистов-механиков по техническому обслуживанию и вариант скорой помощи (AV ). Задняя кабина RRV содержит кран HIAB, полностью мобильную мастерскую, воздушный компрессор и 9-тонную шпилевую лебедку вместе с гидравлическими якорями. Все четыре варианта полностью портативны под Boeing CH-47 Chinook вертолет, укомплектованный или из двух отдельных передних и задних компонентов, а также полностью амфибийный; являясь способным плавать в разных состояниях моря с полной загрузкой пассажиров и запасов.
Варианты автомобилей Viking в Великобритании используются как бронированные вездеходы – амфибии для транспортировки войск и как эвакуационные машины для ремонта транспортных средств.

#### Развертывание в Великобритании
Около 33 британских "Викингов", оснащенных пластинчатой броней, были отправлены в Афганистан в конце лета 2006 года, когда Королевская морская пехота заменила парашютно-десантный полк в провинции Гильменд. Их низкого давления на почву недостаточно для срабатывания большинства противотанковых мин, используемых в Афганистане, но они оказались уязвимыми к самодельным взрывным устройствам (IED). Викинг впоследствии был улучшен с более высокими уровнями защиты брони. Vikings были дополнены Singapore Technologies Kinetics (STK) BRONCO, известным как Warthog в военных Великобритании.

#### Дальнейшие заказы Великобритании
В мае 2007 года Министерство обороны разместило заказы из BAE Hägglunds на еще 21 единицу, некоторые из которых будут использоваться в качестве транспортеров оборудования для нового беспилотного летательного аппарата Thales Watchkeeper.
Кроме того, 26 июня 2008 года Министерство обороны объявило о закупке дополнительных 14 машин Viking BvS10 стоимостью 14 миллионов фунтов стерлингов, включая девять ремонтно-эвакуационных машин, одну командную машину и четыре десантных транспортных средства для развертывания в Афганистане. В январе 2009 года было заказано еще девять автомобилей.
Девяносто девять «Викингов» были обновлены в рамках проекта стоимостью 37 миллионов фунтов стерлингов, что улучшило их огневую мощь, броню и защиту. Это обновление должно было быть завершено в 2014 году (было завершено в апреле 2016 года).

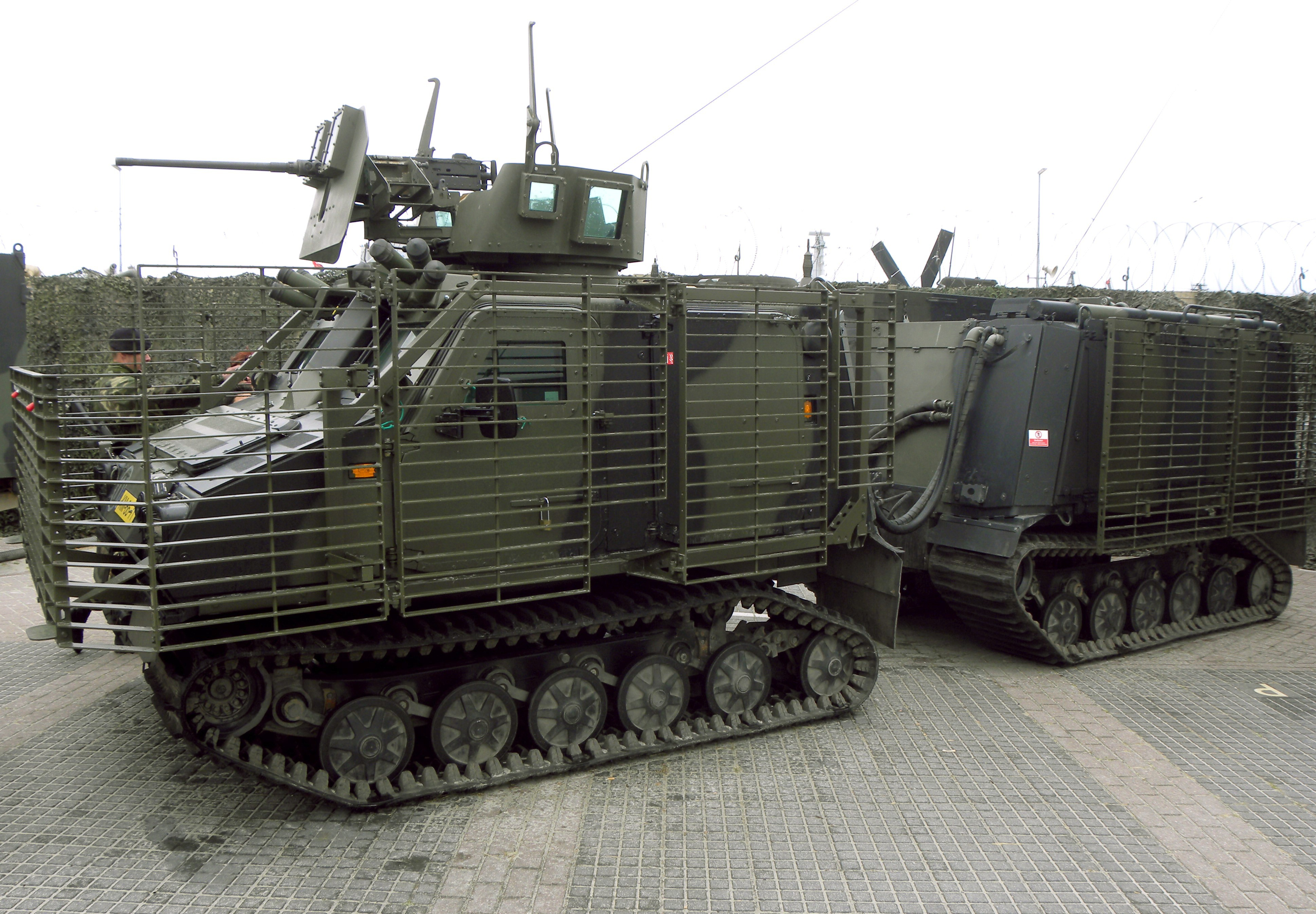
BvS10 Корпуса морской пехоты Нидерландов во время демонстрации.

### Корпус морской пехоты Нидерландов
BvS10 также используется Корпусом морской пехоты Нидерландов, было поставлено 74 единицы, из которых 46 являются версией БТР, 20 командных машин, 4 машины для ремонта и эвакуации и еще 4 машины скорой помощи.

#### Голландские развертывания
27 марта 2008 года парламент Нидерландов принял решение о направлении подразделения морской пехоты численностью 60 человек в Чад в поддержку миротворческой миссии EUFOR в регионе. Морская пехота функционировала как глаза и уши ирландского батальона. Это было первое оперативное развертывание BvS10 Viking на голландской службе после учений в Норвегии и Великобритании.
С июля 2009 года в провинции Урузган в Афганистане в рамках голландских сил ИСАФ была развернута рота Королевского Корпуса морской пехоты Нидерландов. Несколько BvS10 Vikings были модифицированы на броню рельса для этой миссии.

## На вооружении
- Австрия — 32 единицы BvS-10 MkIIB на вооружении по состоянию на 2024 год[4]. Все оборудованы боевым модулем ESL WS4 Panther.
- Великобритания — 99 BvS-10 Mk II под обозначением ATV(P) Viking на вооружении Королевской морской пехоты по состоянию на 2024 год[5]. Ещё 60 заказаны на 2024 год. Часть машин переоборудована в самоходные миномёты и мобильные пункты управления БПЛА Watchkeeper.
- Германия — 367 BvS-10 CATV заказаны для нужд Бундесвера в декабре 2022.
- Нидерланды — 72 BvS-10 на вооружении в Морской пехоте по состоянию на 2024 год[6].
- США — 136 модифицированных BvS Beowulf SUSV за 278 млн долларов заказаны для Армии США в августе 2022 года[7][8].
- Украина — 28 списанных BvS-10 из запасов ВС Нидерландов и 20 ATV(P) Viking из резерва ВМС Великобритании переданы в 2023 году.
- Франция — 49 BvS-10 на вооружении по состоянию на 2024 год[9]. Всего заказано 129  BvS10 Mk. II в 2009 году для нужд Альпийских стрелков. Получили обозначение VHM (Véhicule à Haute Mobilité).
- Швеция — 150 в модификации BvS-10 Mk II на вооружении по состоянию га 2024 год[10]. В 2022 году заказано ещё 167. Часть оборудована в самоходные ЗРК RBS 98 c ракетами IRIS-T SLS.